# 2025年世界水泳選手権タジキスタン選手団
2025年世界水泳選手権タジキスタン選手団は、2025年7月11日から8月3日までシンガポールで開催された第22回世界水泳選手権のタジキスタン選手団、およびその競技結果。

## 選手団
- 人員: 選手 2人

## 選手名簿・結果
| 選手                   | 種目           | 予選      | 予選 | 準決勝   | 準決勝   | 決勝     | 決勝     |
| 選手                   | 種目           | 結果      | 順位 | 結果     | 順位     | 結果     | 順位     |
| ---------------------- | -------------- | --------- | ---- | -------- | -------- | -------- | -------- |
| アルダシェル・ガドエフ | 男子50m自由形  | 24秒63    | 81位 | 予選敗退 | 予選敗退 | 予選敗退 | 予選敗退 |
| アルダシェル・ガドエフ | 男子100m自由形 | 55秒42    | 89位 | 予選敗退 | 予選敗退 | 予選敗退 | 予選敗退 |
| ザハル・ピルケヴィッチ | 男子50m背泳ぎ  | 31秒52    | 57位 | 予選敗退 | 予選敗退 | 予選敗退 | 予選敗退 |
| ザハル・ピルケヴィッチ | 男子100m背泳ぎ | 1分08秒81 | 59位 | 予選敗退 | 予選敗退 | 予選敗退 | 予選敗退 |